# Auckland Vulcans
Les Auckland Vulcans sont une ancienne équipe néo-zélandaise de rugby à XIII, basée à Auckland, qui participait à la New South Wales Cup. Fondée en 2008 en remplacement des Auckland Lions (en), elle était gérée par la Rugby League Development Foundation. Cette équipe était une sélection de joueurs venant de la compétition locale d'Auckland et de joueurs des New Zealand Warriors non sélectionnés pour jouer en National Rugby League. Elle a disparu en 2013.